# Софроний Спасов
Софроний Спасов (Спасев) Петровски е български революционер, деец на Вътрешната македоно-одринска революционна организация.

## Биография
Роден е през 1886 година в дебърското село Осой. Присъединява се към ВМОРО и действа в Галичко-Реканския район. Четник е при Максим Ненов. Заедно с войводата си пада убит на 28 май 1903 година при връх Чавките.